# Рибчинський Євген Петрович
Євге́н Петро́вич Рибчи́нський  (справжнє ім'я — Євген Петрович Тобілевич) — співак (тенор, високий баритон) і драматичний актор на характерних ролях у театрі Миколи Садовського в Києві (1909—1916) і у Театрі ім. Т. Шевченка: Дяк («Різдвяна ніч» М. Лисенка), Лісовик («Зачароване коло» Л. Ридля), Генерал, Гайдамака («Суєта», «Сава Чалий», І. Карпенка-Карого), Авраам («Прислужники» М. Кропивницького).

## З родини Тобілевичів
Євген Рибчинський — один з п'яти дітей Тобілевича Петра Карповича (1849—1908), який працював секретарем Єлисаветградського поліційного управління, служив у містах Новомиргород та Єлисаветград. В останні роки життя Петро Карпович дослужився до надвірного радника. Змолоду батьки Євгена брали участь у родинних аматорських виставах, але це захоплення не стало професією. Крім Євгена вони мали синів Павла, Сергія, Петра та доньку Ксенію.
Євген продовжив театральну традицію родини Тобілевичів, став співаком і драматичним актором, переїхавши до Києва вже після смерті батька. Він попросив свого дядька Миколу Садовського взяти його до своєї трупи. «Той, завжди дуже прихильний до молоді, а тим більше до дітей своїх братів і єдиної сестри Марії Карпівни Садовської, охоче взяв його до себе, не дивлячись на те, що Женя Рибчинський мав одну величезну ваду, якої ні за які блага в світі не захотів би мати ні один актор. Річ у тім, що Женя, як усі його називали і вдома, і в театрі, дуже заїкався. Бувало, як почне говорити, то аж занудишся, поки його дослухаєш.» — згадувала Софія Тобілевич.
Але під час його виступів на сцені «ніхто не міг би і в думці припустити, що він заїкається в житті, під час звичайної розмови… Разом з чималими акторськими здібностями, Євген Рибчинський дістав у спадщину доволі імпозантну постать і всю зовнішність своїх близьких родичів — Тобілевичів. Голос у нього був теж хороший… І в співах, і в суто розмовних ролях у нього завжди була виразна, чітка дикція. До кожної ролі, якою б маленькою вона не була, Ґеньо Рибчинський ставився надзвичайно сумлінно і раніш ніж виконати на сцені довго й старанно обмірковував її. Може, тому в кожній ролі він показував дуже яскравий малюнок і всією своєю зовнішністю й інтонаціями мужнього голосу. Чуючи звідусіль похвали своєму голосу, він не шкодував грошей на його вдосконалення і брав лекції співів».
Євген Рибчинський був серед тих акторів театру, які у січні 1919 на чолі з Миколою Садовським переїхали до Кам'янця-Подільського, де трупа працювала до 1920 в Українському державному театрі УНР (м. Кам'янець-Подільський). Згодом працював у Першому театрі Української Радянської Республіки ім. Т. Г. Шевченка.

## Ролі
- «Енеїда» М. В. Лисенка (1910) — Меркурій (перший виконавець)[6]
- «Ревізор» М. В. Гоголя — Коробкін
- «Запорожець за Дунаєм» С. С. Гулака-Артемовського — Султан
- «Сава Чалий» І. Карпенка-Карого — Гайдамака
- «Суєт» І. Карпенка-Карого — Генерал
- «Бранка Роксоляна» Д. В. Січинського (1912) — Данило
- «Наталка Полтавка» М. В. Лисенка — Тетерваковський
- «Різдвяна ніч» М. В. Лисенка — Дяк Пантелеймон Никифорович
- «Зачароване коло» Люціана Риделя — Лісовик
- «Прислужники» М. Кропивницького — Авраам
- «Казка старого млина» С. Черкасенка — Крамаренко-землемір
- «Про що тирса шелестіла…» С. Черкасенка — Кудлай, військовий суддя